# 意大利军团

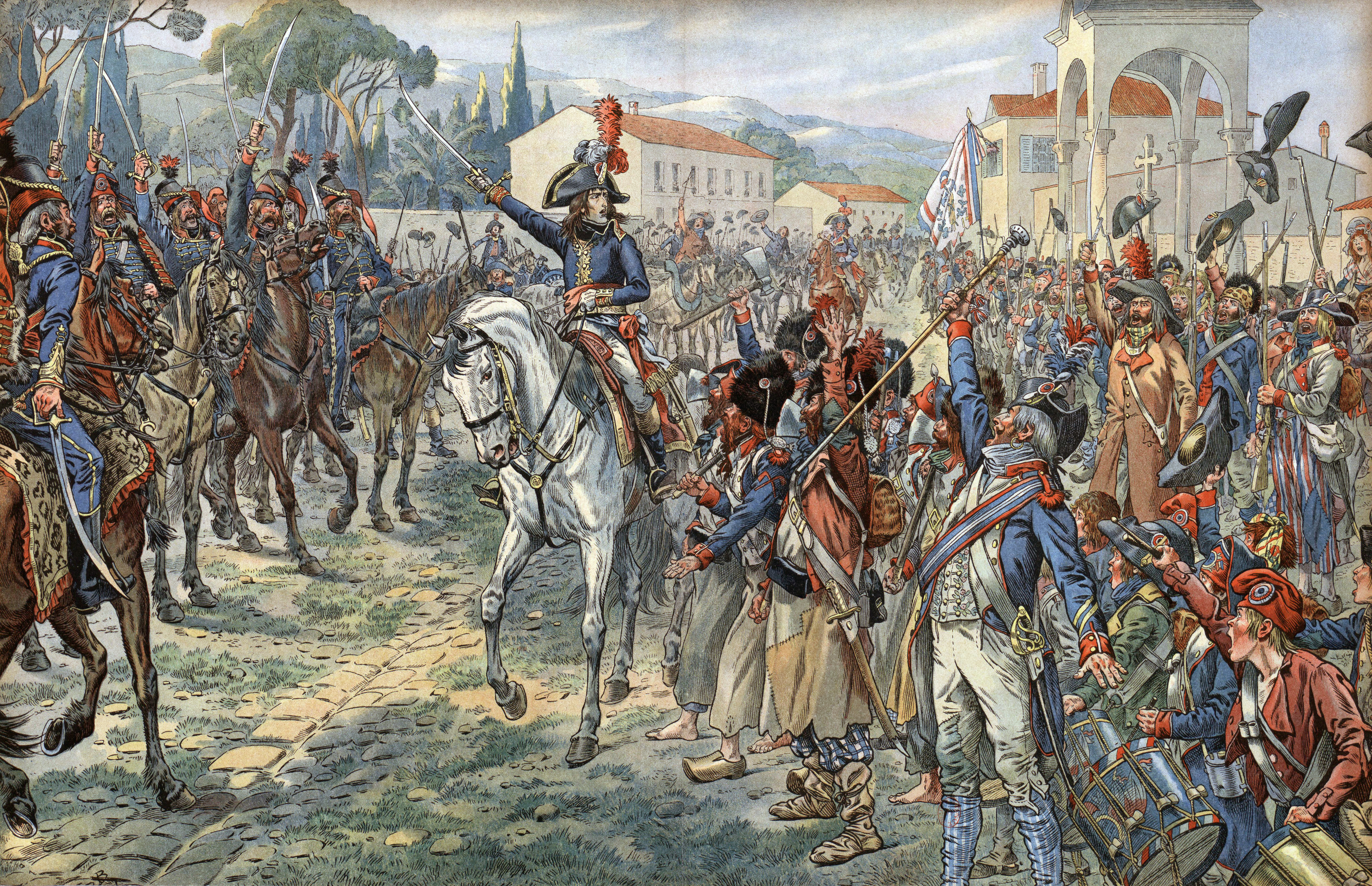
1796 年，義大利軍團的士兵向拿破崙致敬

意大利军团（法語：  Armée d'Italie）是法国大革命战争和拿破崙戰爭期间法國陸軍的一支軍團，該軍團主要驻扎在法國-意大利邊境，并經常進入意大利境内作战。該軍團參加過第一次代戈之戰、洛阿諾戰役、维罗纳战役、卡爾迪耶羅戰役 以及義大利戰線上爆發的戰爭。